# سيدي قاسم بن جميل (سيدي أحمد بنعيسى)
يرجع نسب سيدي قاسم بن جميل دفين دوار أولاد اجميل التابعة لنفس الجماعة إلى المولى ادريس دفين زرهون من أل البيت، ويتوفر سكان الدوار المذكور على شجرة للنسب تؤكد امتداد نسب جدهم للمولى ادريس بن عبد الله مؤسس الدولة الادريسية أول دولة مستقلة عن الخلافة العباسية بالمغرب.
سيدي قاسم بن جميل هي إحدى مشيخات المملكة المغربية، تتبع جغرافيا لإقليم سيدي قاسم وإداريًا لسيدي أحمد بنعيسى. يقدر عدد سكانها بـ 3683 نسمة حسب الإحصاء الرسمي للسكان والسكنى لسنة 2004.